# Filippo Marignoli (pittore)
Filippo Marignoli (Perugia, 8 novembre 1926 – Seattle, 22 gennaio 1995) è stato un pittore italiano.

## Biografia
Filippo Marignoli nasce a Perugia da Giulio e Marinetta Trotta; è pronipote di Filippo Marignoli, Senatore del Regno e marchese di Montecorona, nei pressi di Umbertide.

### Gli inizi
La sua formazione artistica è favorita dal clima culturale degli anni cinquanta a Spoleto, città dove vive e dove frequenta giovani artisti tra cui Giuseppe De Gregorio, Giannetto Orsini, Ugo Rambaldi, Piero Raspi, Bruno Toscano.
A Spoleto nel 1951 espongono insieme a Palazzo Tordelli chiamando il gruppo Il Ponte, (con riferimento al Ponte delle Torri), e a Roma alla galleria Il camino, presentati in catalogo da Mario Mafai; con loro anche lo scultore spoletino Leoncillo. La mostra romana dal titolo Sei pittori spoletini, costituisce l'inizio di un'intensa attività espositiva del gruppo.
Nel 1953 danno vita al cosiddetto Gruppo di Spoleto o Gruppo dei sei; il sodalizio favorisce la nascita del Premio Spoleto, manifestazione che ha lo scopo di valorizzare giovani artisti, pittori e scultori. Le opere vincitrici, grazie alla formula del premio acquisto, vanno a costituire un primo nucleo di opere d'arte per la nascente Galleria d'arte moderna, attualmente Museo Carandente, Palazzo Collicola - Arti visive. Filippo Marignoli vince il Premio Spoleto nel 1955 e nel 1959. Nel 1958 la galleria L'Attico di Roma di Bruno Sargentini propone la sua prima personale con presentazione di Enrico Crispolti. Partirà per gli Stati Uniti nel 1959.
Fino al 1959 i suoi lavori sono ispirati a un paesaggismo lirico all'insegna dell'informale. Rifiuta qualunque semplificazione narrativa e considera la superficie come un cielo profondo dagli orizzonti liberi. La sua pittura si fa più spessa, materica, si avvale dell'uso di materiali diversi, strati di garze e sabbie che conferiscono corporeità e tridimensionalità al quadro. Si tratta di tele astratte, quasi sempre Senza titolo, dai toni in prevalenza rosa o rosso ammorbidito, per lo più di grande formato, in controtendenza rispetto al gusto prevalente in quel momento in Italia. Alcune opere di questo periodo sono: Naufragio (immagine), Senza titolo, 1959 (immagine), Desiderio del paesaggio (immagine).

### Estero
Compie esperienze internazionali grazie a lunghi soggiorni a New York, Honolulu e Parigi, favorite anche dal matrimonio, nell'aprile del 1954, con la principessa Esther Kapiolani Kawananakoa delle Isole Hawaii, in viaggio in Italia per motivi di studio. Al culmine del successo nel 1959, lascia l'Italia alla volta, prima di Maui nelle Hawaii, e poi di New York. Comincia poi un percorso di ricerca sul paesaggio e un continuo mutamento delle sue modalità espressive. Negli anni 1960-1962 sperimenta un nuovo approccio alla pittura e al colore: 
(Enrico Mascelloni, Marignoli e la dismisura dello spazio, in Filippo Marignoli: opere 1952-1984, 1996, p. 16)
Nella New York dei primi anni '60, il suo stile si allontana dagli esiti informali del primo periodo e risente delle influenze dell'Action painting e dell'Abstract Expressionism. Qui frequenta giovani artisti come Ben Shahn, Domenico Gnoli, Wolf Kahn e Robert Rauschenberg. Realizza nuovi dipinti molto personali, che rimarranno per lungo tempo poco conosciuti in Italia. Di questo periodo: Senza titolo, 1961.

### Gli anni '60 e '70
Nel 1963 torna in Italia e si stabilisce a Roma per qualche anno. Segue un decennio di totale isolamento non espone che in rare occasioni; riprende la sua attività espositiva solo nel 1968, prima a Città di Castello poi a Honolulu. La produzione privata invece continua e si esprime in un ciclo di grandi tele, con prevalenza di toni blu-verde smeraldo, dai colori forti e nitidi; tali opere saranno presentate al pubblico solo molto più tardi, alla mostra antologica del 1996 a Spoleto. Una di queste è Senza titolo, 1964. Dal 1974 risiede stabilmente a Parigi.

### Paesaggi verticali
A Parigi, dopo aver esposto nel 1975 alla galleria Jacques Massol, inizia nel 1977 una duratura collaborazione con la gallerista Denise Renè, presso la cui galleria espone in più occasioni, sia in mostre personali sia collettive. È l'unico artista figurativo ad esporvi, unica eccezione alla regola piuttosto ferrea dell'astrattismo geometrico che caratterizza i programmi della celebre galleria.
L'evoluzione della sua ricerca pittorica si esprime nella fase conclusiva della sua carriera: dipinge una serie di paesaggi, per lo più isole o onde del mare, strapiombi mozzafiato, orizzonti talmente verticalizzati da richiedere l'impiego di inconsueti formati lunghi e stretti. Sono opere caratterizzate da un segno analitico, indagatore, che scandaglia la terra, le acque e le loro profondità. In pratica l'autore propone la raffigurazione in pittura di un'idea poco frequentata dall'arte occidentale: la sensazione della vertigine. Marignoli riesce in un'impresa ambita da ogni artista moderno: inventare qualcosa di assolutamente nuovo. Due esempi: Umbria del 1980; Ecran del 1981
Sono opere che suscitano il consenso di critici come Pierre Restany.

### Rientro in Italia
Tornato in Italia, nel 1978 riallaccia i rapporti con Bruno Sargentini e riprende a esporre a L'attico, mentre prosegue la sua attività con la galleria Denise René. Nel 1979 espone a Roma 21 dipinti degli anni 1958-59 e 1974-79 in collaborazione con la galleria francese.
Dal 1984 le condizioni di salute gli impediscono di continuare a dipingere. Muore a Seattle il 22 gennaio 1995.
Di lui si sono occupati i critici Francesco Arcangeli, Luigi Carluccio, Maurizio Calvesi, Enrico Crispolti, Bruno Sargentini, fra gli italiani; da Leo Grillé a Pierre Restany, da Annette Malochet a Georg W. Költzsch, i contributi della critica internazionale.
Le più importanti mostre antologiche a lui dedicate sono: a Spoleto nel 1996, a Honolulu e Orvieto nel 2003, a Milano e Perugia nel 2004, al Museo Carlo Bilotti di Roma nel 2010. Retrospettive sono: Spoleto anni '50 a Roma, a L'attico - Esse arte nel 1982; Il Gruppo di Spoleto, 1953-1960, a Acquasparta al Palazzo Cesi nel 1983; L'attico, 1957-1987, a Spoleto, al chiostro di San Nicolò nel 1987.

## Filippo Marignoli nei musei
- Museo Carandente, Palazzo Collicola - Arti visive, Spoleto
- Honolulu Museum of Art
- Fondazione Cassa di Risparmio di Spoleto